# Vuelta Ciclista del Uruguay 1994
La 51.ª edición de la Vuelta Ciclista del Uruguay se disputó desde el viernes 25 de marzo hasta el domingo 3 de abril de 1994.
El recorrido fue de 1653 kilómetros divididos en 10 etapas, que incluyeron 3 contrarreloj, 2 de forma individual y una por equipos. Comenzó en el departamento de Colonia y finalizó en Montevideo.
El ganador fue el armenio nacionalizado ruso Viacheslav Dzhavanián quién ganó 4 etapas, tres definiendo en sprint y la contrarreloj entre el Cerro Pan de Azúcar y la cima del Cerro San Antonio. El ucraniano Eugeny Zagrabelny y Gustavo Figueredo completaron el podio.

## Etapas
| Etapa  | Fecha       | Recorrido                               | km         | Ganador               | Detalle de la etapa                                                                                               |
| 1.ª A  | 25 de marzo | Entrada a la Estancia Anchorena-Colonia | 21 (CRE)   | Nacional              | Ver lista1º- Nacional-----29 min 47 s 2º- Caloi---------30 min 32 s 3º- Izh Planeta--30 min 32 s                  |
| 1.ª B  | 25 de marzo | Colonia-San José                        | 112,5      | Gregorio Bare         | Ver lista1º- Gregorio Bare 2 h 21 min 11 s 2º- Carlos Villanueva 3º- Fernando Britos                              |
| 2.ª    | 26 de marzo | San José-Durazno                        | 193        | Viacheslav Dzhavanián | Ver lista1º- Viacheslav Dzhavanián 4 h 12 min 07 s 2º- Gregorio Bare 3º- Eugeny Zagrabelny                        |
| 3.ª    | 27 de marzo | Trinidad-Paysandú                       | 199        | Carlos Villanueva     | Ver lista1º- Carlos Villanueva 4 h 56 min 14 s 2º- Eugeny Zagrabelny 3º- Viacheslav Dzhavanián                    |
| 4.ª    | 28 de marzo | Paysandú-Salto                          | 117,8      | Viacheslav Dzhavanián | Ver lista1º- Viacheslav Dzhavanián 3 h 27 min 25 s 2º- Sergio Tesitore a 3 s 3º- Mariano Salmón a 3 s             |
| 5.ª    | 29 de marzo | Mojón 50 de ruta 26-Tacuarembó          | 186        | Carlos Villanueva     | Ver lista1º- Carlos Villanueva 5 h 02 min 56 s 2º- Gustavo Figueredo 3º- Jamil Suaidem                            |
| 6.ª A  | 30 de marzo | Tacuarembó-Rivera                       | 113        | Viacheslav Dzhavanián | Ver lista1º- Viacheslav Dzhavanián 2 h 42 min 22 s 2º- Carlos Villanueva 3º- Eugeny Zagrabelny                    |
| 6.ª B  | 30 de marzo | Contrarreloj en Rivera                  | 15 (CRI)   | Gustavo Figueredo     | Ver lista1º- Gustavo Figueredo 19 min 42 s 2º- Viacheslav Dzhavanián 19 min 46 s 3º- Federico Moreira 19 min 55 s |
| 7.ª    | 31 de marzo | Tacuarembó-Melo                         | 188,3      | Gregorio Bare         | Ver lista1º- Gregorio Bare 4 h 52 min 11 s 2º- Jamil Suaidem 3º- Viacheslav Dzhavanián                            |
| 8.ª    | 1 de abril  | Melo-Treinta y Tres                     | 192,2      | Gregorio Bare         | Ver lista1º- Gregorio Bare 4 h 39 min 06 s 2º- Eugeny Zagrabelny 3º- Viacheslav Dzhavanián                        |
| 9.ª    | 2 de abril  | José Pedro Varela-Lascano-Minas         | 180        | Eugeny Zagrabelny     | Ver lista1º- Eugeny Zagrabelny 4 h 09 min 42 s 2º- Jamil Suaidem 3º- Gregorio Bare                                |
| 10.ª A | 3 de abril  | Cerro Pan de Azúcar-Cerro San Antonio   | 10,4 (CRI) | Viacheslav Dzhavanián | Ver lista1º- Viacheslav Dzhavanián 14 min 24 s 2º- Gustavo Figueredo 14 min 36 s 3º- Federico Moreira 14 min 37 s |
| 10.ª B | 3 de abril  | Piriápolis-Montevideo                   | 124,8      | Eduardo Cammarano     | Ver lista1º- Eduardo Cammarano 2 h 45 min 45 s 2º- Eugeny Zagrabelny a 1 min 01 s 3º- Gregorio Bare               |

### Clasificación individual
| Pos. | Ciclista              | Equipo               | Tiempo           |
| ---- | --------------------- | -------------------- | ---------------- |
| 1.º  | Viacheslav Dzhavanián | Izh Planeta de Rusia | 39 h 43 min 10 s |
| 2.º  | Eugeny Zagrabelny     | Ucrania              | a 46 s           |
| 3.º  | Gustavo Figueredo     | Nacional             | a 53 s           |
| 4.º  | Federico Moreira      | Piedra Alta          | a 1 min 25 s     |
| 5.º  | Eduardo Cammarano     | Amanecer             | a 1 min 26 s     |
| 6.º  | Sergio Tesitore       | Belo Horizonte A     | a 2 min 11 s     |
| 7.º  | Milton Wynants        | Nacional             | a 2 min 21 s     |
| 8.º  | Gustavo Artacho       | Punta del Este       | a 2 min 23 s     |
| 9.º  | Carlos Villanueva     | Belo Horizonte A     | a 2 min 53 s     |
| 10.º | Viktor Ponomarev      | Izh Planeta de Rusia | a 3 min 04 s     |